# Platycercus icterotis
La rosella occidentale (Platycercus icterotis (Kuhl, 1820)) è un uccello della famiglia degli Psittaculidi.